# Jean Bassomben
Jean Bassomben est un boxeur camerounais né le 11 avril 1943.

## Carrière
Jean Bassomben est médaillé de bronze dans la catégorie des poids lourds aux championnats d'Afrique de Nairobi en 1972.
Aux Jeux olympiques d'été de 1972 à Munich, il est éliminé au premier tour dans cette même catégorie par le Suédois Hasse Thomsén.